# ورنر امانوئل باکمن
ورنر امانوئل باکمن(به انگلیسی: Werner Emmanuel Bachmann) (۱۳ نوامبر ۱۹۰۱ – ۲۲ مارس ۱۹۵۱) شیمیدان آمریکایی بود که در دیترویت میشیگان، آمریکا به دنیا آمد. وی تحصیلات خود را در رشته شیمی و مهندسی شیمی در دانشگاه‌های دانشگاه وین استیت و دانشگاه میشیگان به اتمام رساند. عمده شهرت وی به واسطه کشف واکنشی در شیمی آلی است که به نام واکنش گومبرگ–باکمن نامگذاری شد.